# フロットサム・アンド・ジェットサム
フロットサム・アンド・ジェットサム (Flotsam and Jetsam) は、アメリカ合衆国出身のスラッシュメタル・バンド。
同ジャンルの草創期から活動し、同国のセイクレッド・ライクらと並ぶアリゾナ産スラッシュメタル・バンドの一つ。ジェイソン・ニューステッドを輩出したグループとしても知られる。

## 略歴
1981年、ケリー・デヴィッド＝スミス（ドラム）やジェイソン・ニューステッド（ベース）らが中心となり、「Paradox」という名のバンドを結成。その後、改名やメンバー交代を繰り返しながら活動をする。
1984年、バンド名が「フロットサム・アンド・ジェットサム」で落ち着き、1986年にファースト・アルバム『Doomsday for the Deceiver』でデビューした。しかし同年秋に、ニューステッドがメタリカに引き抜かれる。ラーズ・ウルリッヒ（メタリカ）の推挙で、トロイ・グレゴリー（ベース）が加入し、1988年にセカンド・アルバム『No Place For Disgrace』をリリース。
1990年にグレゴリーが脱退し、ジェイソン・ワード（ベース）が加入。1997年にデヴィッド＝スミス、1999年にはマイケル・ギルバート（ギター）が脱退し、デビュー・メンバーはエリック・A.K.（ボーカル）、エド・カールソン（ギター）の2人だけとなる。
2004年9月には「THRASH DOMINATION 04」で来日し、オーヴァーキル、デス・エンジェルらと共演した。
2010年代には、デヴィッド＝スミス、マイケル・ギルバートらが復帰。その後、カールソンや、再びデヴィッド＝スミスが脱退しながらも、現在も精力的に活動している。

## メンバー

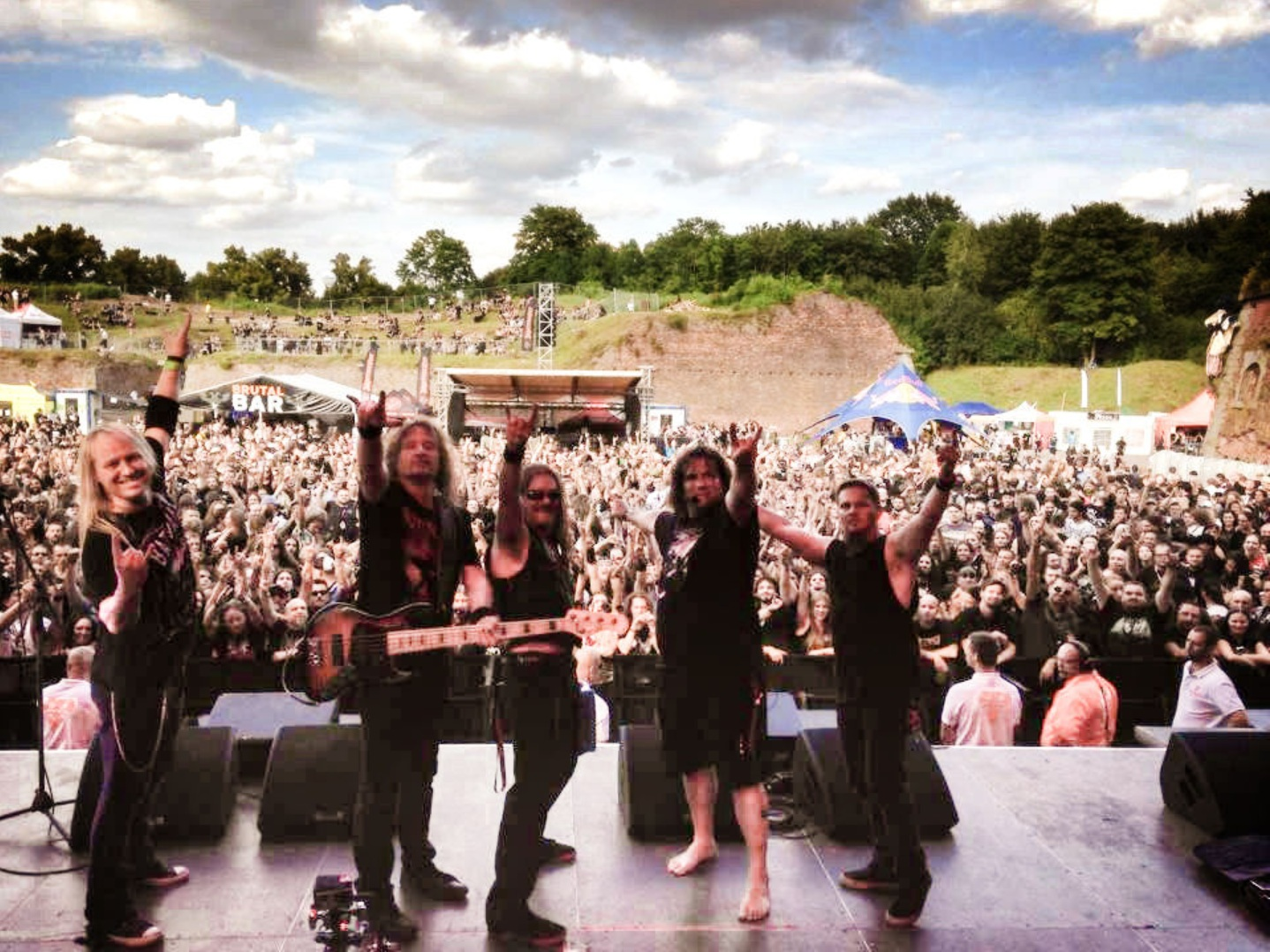
2014年のグループショット

### 現ラインナップ
- エリック・"A.K."・ナットソン (Eric "A.K." Knutson) - ボーカル (1983年–2001年、2003年– )
- マイケル・ギルバート (Michael Gilbert) - ギター (1985年–1997年、2010年– )
- スティーヴ・コンリー (Steve Conley) - ギター (2013年– )
- ビル・ボディリー (Bill Bodily) - ベース (サポート2016年、2019年、正規2020年– )
- ケン・メアリー (Ken Mary) - ドラム (2017年– )

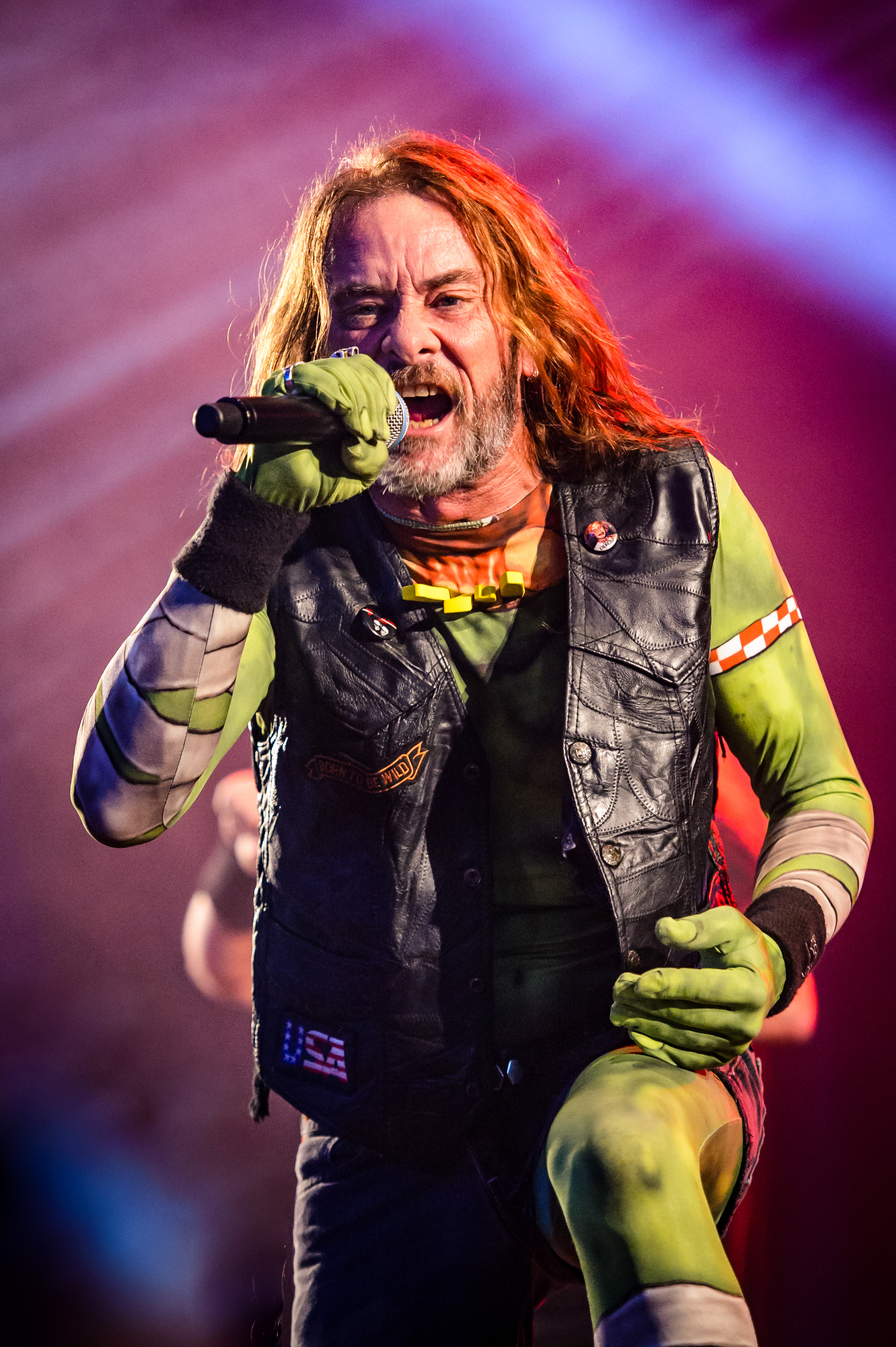
エリック・A.K.(Vo) 2017年
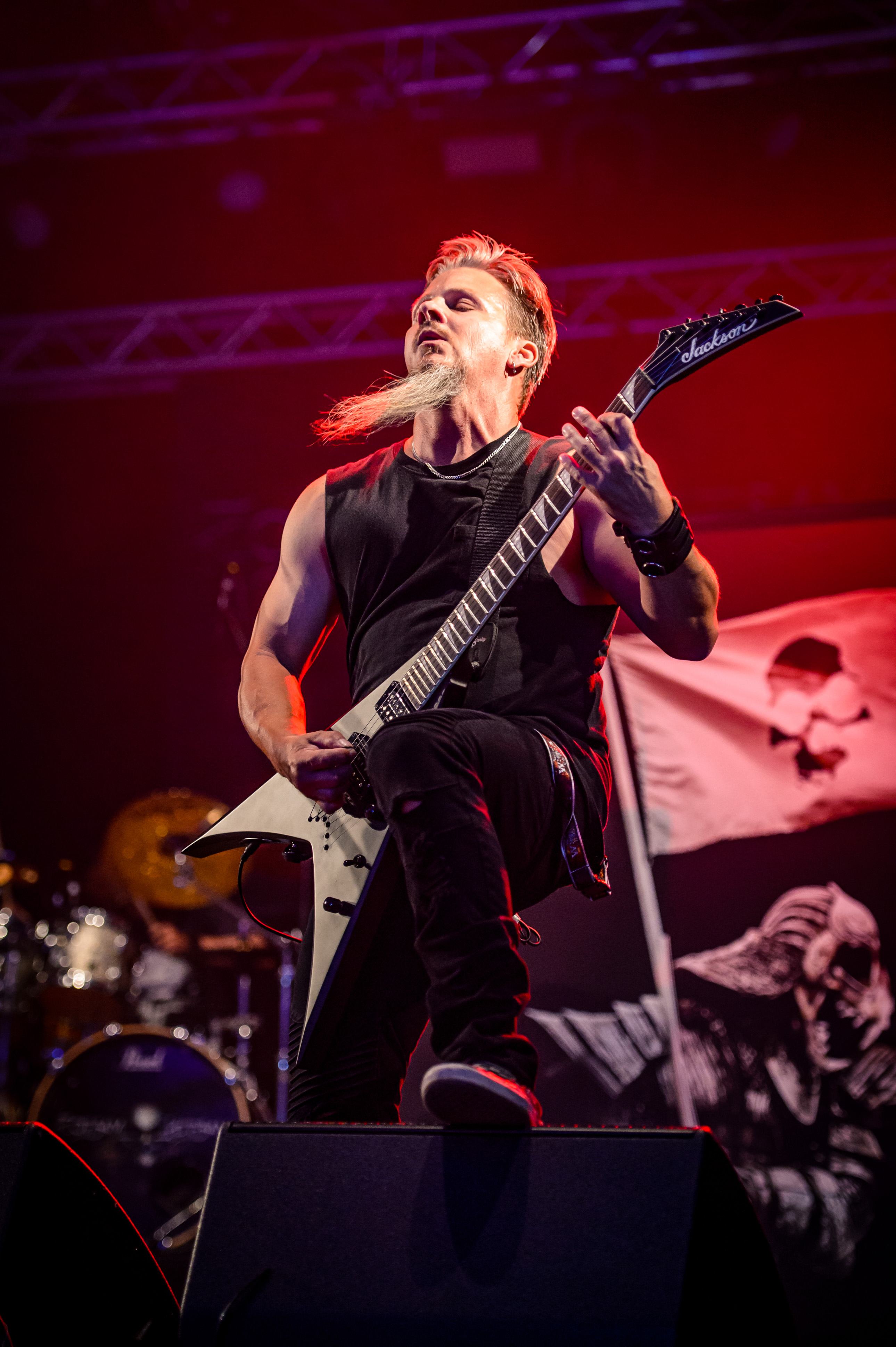
マイケル・ギルバート(G) 2017年
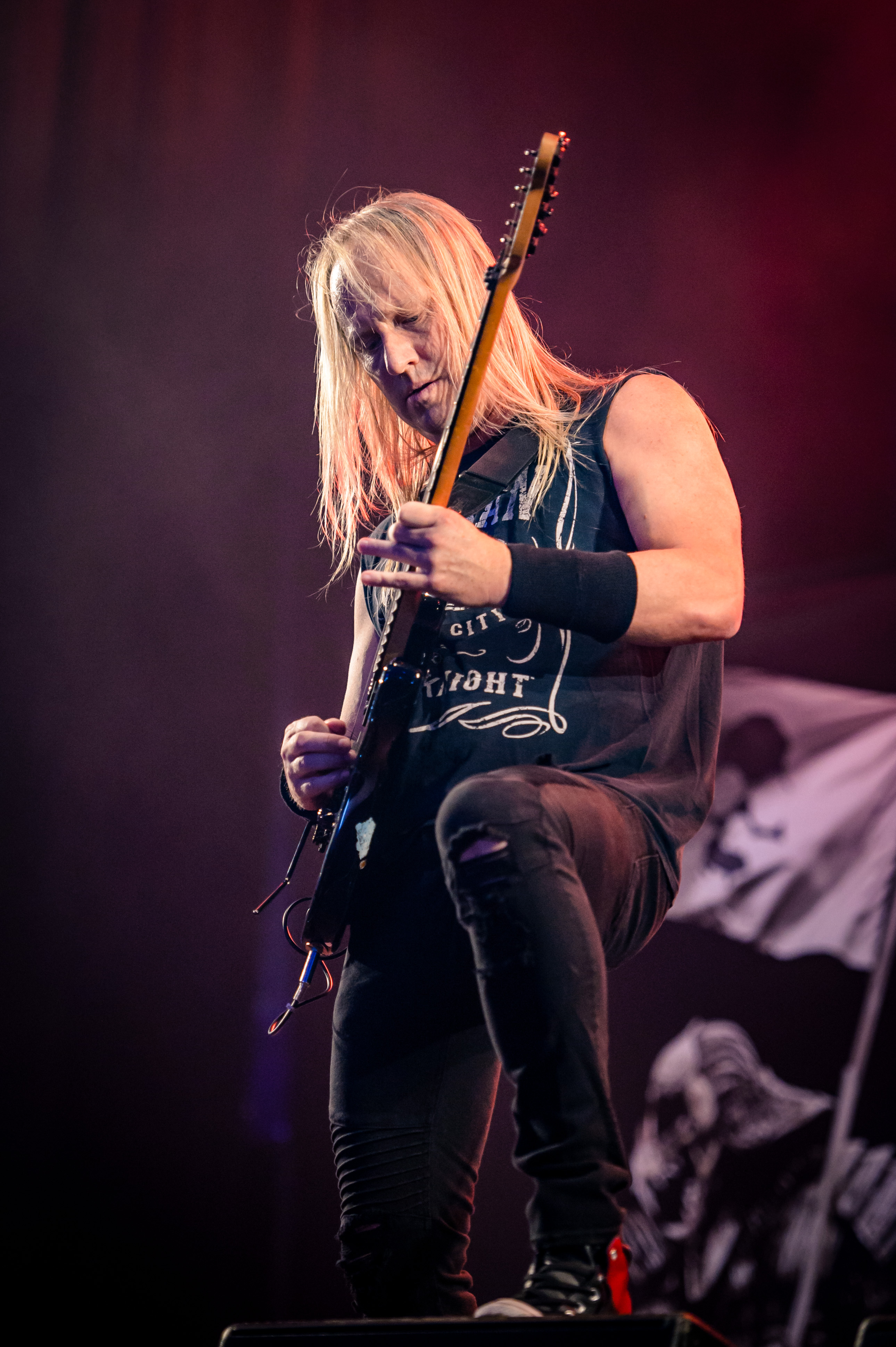
スティーヴ・コンリー(G) 2017年
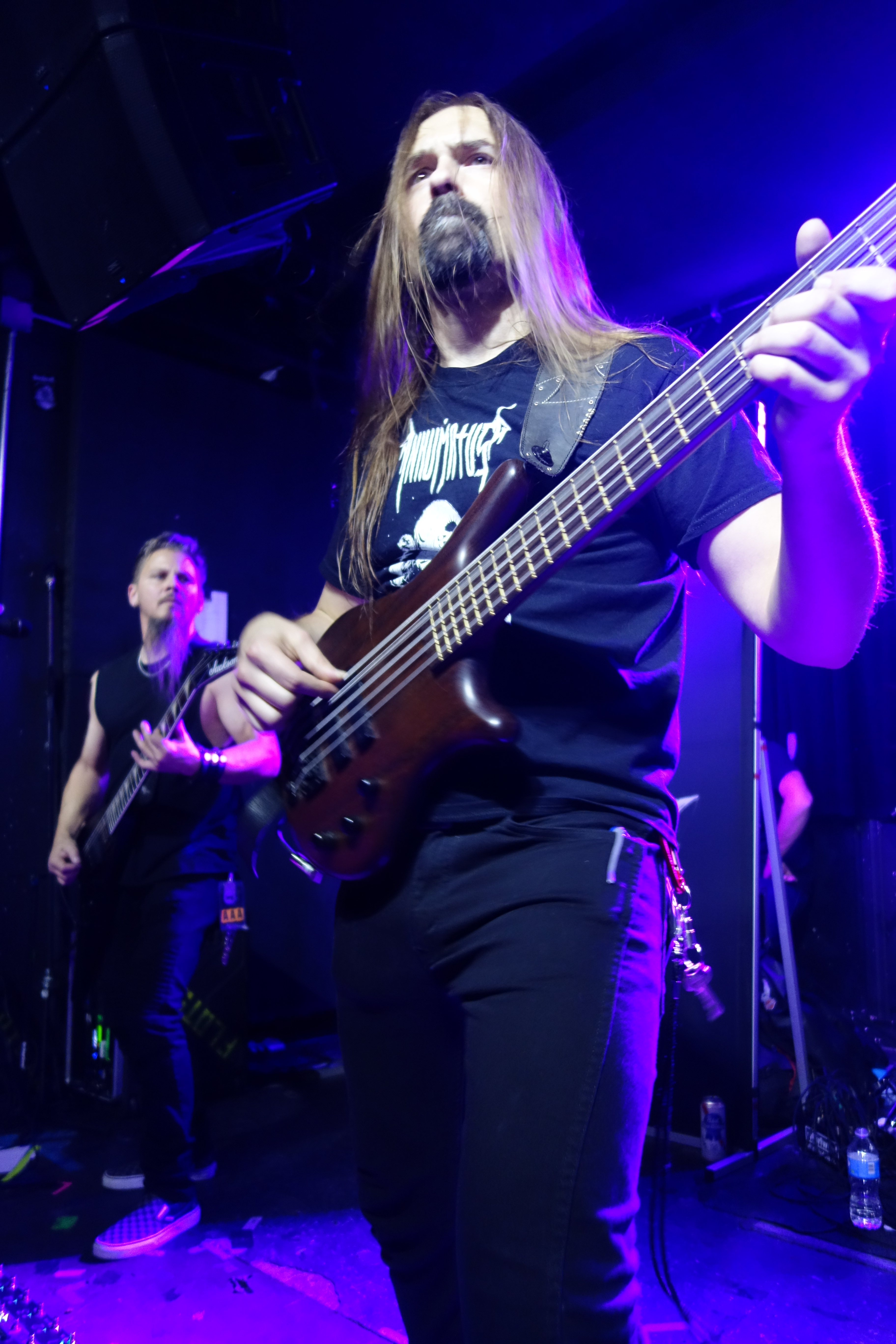
ビル・ボディリー(B) 2016年

### 旧メンバー
- ピート・メロ (Pete Mello) - ギター (1981年)
- デイヴ・ゴルダー (Dave Goulder) - ギター (1981年)
- ケヴィン・ホートン (Kevin Horton) - ギター (1981年–1983年)
- マーク・ヴァスケス (Mark Vazquez) - ギター (1981年–1984年)
- ジェイソン・ニューステッド (Jason Newsted、1963年3月4日 - ) - ベース (1981年–1986年)
- ケリー・デヴィッド＝スミス (Kelly David-Smith) - ドラム (1981年–1997年、2011年–2014年)
- エドワード・"エド"・カールソン (Edward Carlson) - ギター (1983年–2013年)
- フィル・ラインド (Phil Rind) - ベース (1986年)
- マイケル・スペンサー (Michael Spencer) - ベース (1987年–1988年、2013年–2020年)
- トロイ・グレゴリー (Troy Gregory、1966年11月13日 - ) - ベース (1988年–1991年)
- ジェイソン・ワード (Jason Ward) - ベース (1991年–2013年)
- クレイグ・ニールセン (Craig Nielsen) - ドラム (1997年–2011年)
- マーク・シンプソン (Mark Simpson) - ギター (2000年–2010年)
- ジェイソン・ビットナー (Jason Bittner) - ドラム (2015年–2017年)

## ディスコグラフィ

### スタジオ・アルバム
- 『ドゥームズデイ・フォー・ザ・ディシーヴァー』 - Doomsday for the Deceiver (1986年)
- 『ノー・プレイス・フォー・ディスグレイス』 - No Place for Disgrace (1988年)
- 『ホエン・ザ・ストーム・カムズ・ダウン』 - When the Storm Comes Down (1990年)
- 『クアトロ』 - Cuatro (1992年)
- 『ドリフト』 - Drift (1995年)
- 『ハイ』 - High (1997年)
- 『アンナチュラル・セレクション』 - Unnatural Selection (1999年)
- 『マイ・ゴッド』 - My God (2001年)
- Dreams of Death (2005年)
- 『ザ・コールド』 - The Cold (2010年)
- Ugly Noise (2012年)
- 『ノー・プレイス・フォー・ディスグレイス 2014』 - No Place for Disgrace -2014- (2014年)
- 『フロットサム・アンド・ジェットサム』 - Flotsam and Jetsam (2016年)
- 『ジ・エンド・オブ・ケイオス』 - The End of Chaos (2019年)
- Blood in the Water (2021年)

### ライブ・アルバム
- Live in Phoenix (2005年)
- Once in a Deathtime (2008年)